# Bhakti
Bhakti (Sanskrit भक्ति) bezeichnet im Hinduismus, Sikhismus und in mystischen Strömungen des Islams in Südasien die Frömmigkeit als einen Erlösungsweg, eine Form der Gottesliebe, die mit der im Kult gepflegten Hingabe an einen personalen Gott (Ishtadevata) verbunden ist.
Seit dem 6./7. Jahrhundert in Südindien und seit dem 15. Jahrhundert in Nordindien waren es vor allem die Bhakti-Bewegungen, die gegen die Macht der Tempel und der Priester Stellung bezogen. Bhakti, die liebende Zuwendung, kennzeichnet die Beziehung zwischen Mensch und Gott, welche das vedische Opfer ablöste und zugleich die intellektuelle Suche nach erlösendem Wissen in eine starke emotionale Beziehung einbindet. Das abstrakte Brahman der Upanishaden wird in Göttern wie Krishna, Shiva, Devi oder auch dem Guru als deren Repräsentanten, zur ansprechbaren Person. Ein Beispiel hierfür wäre die Lehre der Bhagavad Gita: hier bekommt der Yoga, der zunächst nur die Disziplinierung der eigenen Sinne und Gedanken zum Ziel hatte, die Anbindung oder Identifikation des Individuums mit Gott durch Liebe zum Ziel (Bhakti Yoga). Die anderen drei Yogawege sind: Jnana Yoga (Weg der Erkenntnis), Karma-Yoga (Erlösung durch Taten ohne Anhaftung), und Raja Yoga („Königsyoga“). Bhakti Yoga ist somit als ein gefühlsbetonter Gegenpol zum eher intellektuellen Weg des Jnana Yoga zu sehen, der Wissen und Erkenntnis in den Vordergrund stellt.
Bhakti ist ein Weg des persönlichen Bezugs zu einer gewählten Gottheit (Ishtadevata). Die gewählte Gottheit kann als Saguna (mit Qualitäten ausgestattet) oder als Nirguna (ohne Qualitäten, formlos, unpersönlich) erscheinen. Shandilya (8. Jahrhundert), dessen Bhaktisutra eine der grundlegenden Schriften ist, beschreibt dort Bhakti als das eigene Herz, das einen intensiven Wunsch oder eine intensive Begierde nach Gott hat. An anderer Stelle wird der Bhakti-Weg so beschrieben, dass die höchste Liebe zu Gott Bhakti ist, und diese den Menschen erfüllt und zu Begierdelosigkeit führt.
Aufgrund dieser Liebe zu Gott wird in den religiösen Texten, besonders im südindischen Vishnuismus und Shivaismus, in Begriffen der romantischen Liebe der persönliche Bezug zur Gottheit ausgedrückt.
Bhakti findet jedoch nicht nur als persönliche Beziehung statt, sondern es gibt Praktiken wie beispielsweise Pujas und das Singen von Bhajans und es werden Pilgerfahrten unternommen.
Bhakti gilt zwar als eine eigene religiöse Bewegung, hat jedoch auch andere Systeme beeinflusst. So gab es z. B. berühmte Vedanta-Philosophen wie Ramanuja, die Bhakti in Beziehung zum Vedanta setzten.

## Geschichte der Bhakti-Bewegung
Die Bhakti-Bewegung und die Sant-Tradition (Sant Mat), also die Hingabe an einen personalen Gott und an einen menschlichen Heiligen (Sant), sind religionsgeschichtliche Phänomene, welche die Religionsgeschichte von ganz Indien veränderten. Darüber hinaus ist die Sant-Tradition Gegenstand zur Erforschung der Entstehung des Hinduismus und des Sikhismus.
Aufgrund der Pluralität der Sant-Tradition ist sie nicht als eine einheitliche Bewegung aufzufassen. Die Dichtungen werden ab dem 15. Jahrhundert historisch fassbar und lassen auf folgende Grundprinzipien als Charakteristika der Sant-Tradition schließen:
- Die Sant-Tradition konstituiert sich aus Bhakti-Dichtern.
- Hinwendung zum persönlichen Glauben.
- Ein monotheistisches Gottesverständnis, welchem jede Inkarnation oder Manifestation des Heiligen fremd sind. Religionsgeschichtlich ist die Herkunft des monotheistischen Glaubens vom Islam wahrscheinlich.
- Vorherrschende Frömmigkeiten, wie z. B. die Vaishnava-Frömmigkeit lieferten die Negativfolie von angeblich leeren äußeren Traditionen gegenüber dem nach innen gewandten Religionsverständnis der Bhakti-Bewegung.[5]

Die inhaltliche Nähe zum Nath-Yoga oder dem islamischen Sufismus – wobei eine eindeutige Trennlinie zwischen den beiden Strömungen nicht möglich ist – verweist auf Wechselwirkungen zwischen den Religionen. Die zahlreichen Rezeptionen der Dichter verschiedener Herkunft untereinander zeigt, dass diese Pluralität nicht anstößig war.
Historisch gesehen ist Bhaktimarga, der Pfad der Hingabe, einer der jüngsten Wege, um Moksha zu erreichen. Proto-Bhakti erscheint jedoch schon in den Veden und den Upanishaden, da hier schon auf die göttliche Gnade verwiesen wird. Die wichtigsten Schriften, auf die die Bhakti-Bewegung Bezug nimmt, sind die Epen (Mahabharata, Ramayana) und die Puranas, des Weiteren die Bhagavadgita und das Bhaktisutra Shandilyas. Die letztgenannten Schriften beziehen sich auf einen eher philosophischen Bhakti-Begriff und dienten dazu, die Bewegung wieder mit dem brahmanischen Hinduismus zu vereinen. Trotzdem stellte die Bhakti-Religiosität einen Weg zur Abgrenzung dar, der das Kastenwesen und Geschlechtsunterschiede ablehnte, und jedem offenstand, so dass hier auch soziale Barrieren überwunden wurden. Gemeinsam ist allen Bhakti-Bewegungen, dass sie auf Theismus basieren und die Gnade Gottes für die Befreiung von zentraler Bedeutung ist. Die jeweilige Gottheit wird als alleiniger Schöpfer des Universums angesehen. Der Monotheismus der Bhakti ist wahrscheinlich u. a. auf Einflüsse aus dem Islam zurückzuführen.
Die Geschichte der Bhakti-Bewegung begann wahrscheinlich in Tamil Nadu im 7. Jahrhundert n. Chr. Im 7. bis 9. Jahrhundert wurde der Bhakti-Pfad in großen Tempeln ausgeübt, in denen durch Aufführungen von Musik, Tanz und Dichtung eine Institutionalisierung vorgenommen wurde. Die Blütezeit lag im 12.–18. Jahrhundert. In dieser Zeit breitete sich Bhaktimarga über ganz Indien aus und nahm auch regionale Formen an.
Bhaktimarga gilt heutzutage als Massenbewegung, besonders im Vishnuismus. Bhaktimarga hat Tausende von indischen Dichtern und Mystikern hervorgebracht, deren Lieder weit verbreitet sind und besonders im ländlichen Indien überall gesungen werden. Berühmte Bhakti-Dichter sind z. B. Ramanuja, Kabir, Jayadeva und Tulsidas. Ebenso hat Bhaktimarga auch eine Vielzahl anderer heiliger Schriften hervorgebracht.

## Vishnuismus

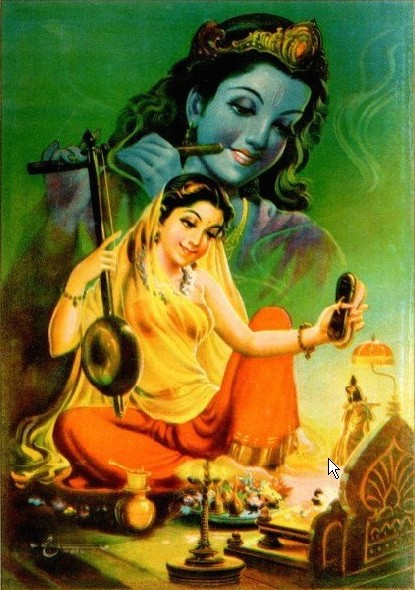
Mirabai (um 1498–1546), eine Dichterin der vishnuitischen Bhakti-Bewegung. Gemälde von Raja Ravi Varma, vor 1906

Eine der großen vishnuitischen Bhakti-Bewegungen sind die Sri Vaishnavas. Diese Bewegung entstand in Südindien und ist eng mit der brahmanischen Kultur verbunden. Vishnu wird hier als derjenige angesehen, wie er in den Puranas erscheint und die Sri Vaishnavas verehren ihn rituell in großen Tempeln. Diese Verehrung ist im Gegensatz zu anderen Bhakti-Formen nicht ekstatisch und kontrolliert.
Eine andere vishnuitische Tradition wurde von Vallabha (1481–1533) gegründet. Seine neue Lehre wurde Pushtimarga genannt; sie ist ausschließlich auf die Gnade Gottes bezogen. Im Pushtimarga verschiebt sich die Betonung von Moksha durch Entsagung und Askese als Sannyasin zur Idee des Haushälters, der in Liebe zu Krishna lebt, seinem Guru verbunden ist und der Gottheit Shri Govardhana-nathaji, einer Form Krishnas, die Vallabha in einer Vision erschien, hingebungsvoll dient. Der Dienst (seva) an Krishna soll Liebe (prema) erzeugen, selbstbezogenes Handeln soll abgelegt werden, die Verbundenheit zu weltlichen Dingen soll aufgegeben werden und Aufgehen im Göttlichen soll kultiviert werden. Der Anhänger dieses Weges soll durch die Gnade Gottes Glückseligkeit erlangen können. Im Gegensatz zu den Sri Vaishnavas stand Pushtimarga auch Frauen, niederen Kasten und Anhängern anderer Schulen offen.
Ebenfalls ein berühmter Bhakta war der Krishna-Verehrer Chaitanya Mahaprabhu, der Begründer der Gaudiya-Vaishnava-Tradition. Die Gaudiya Vaishnavas, die in Bengalen ihre Wurzeln haben, betrachten Krishnas Spiel (Lila) mit Radha und den Gopis als Modell von prema, der reinen Liebe, die zur Befreiung führt. Dieses Spiel Krishnas wird als Ras lila, ein Tanztheaterstück, in ganz Indien aufgeführt und erscheint auch in unzähligen Gedichten, z. B. dem Gitagovinda des Jayadeva. Das Gitagovinda gehört auch zu den mittelalterlichen Sanskrit-Texten, die in devotionalen Liedern der Gattungen Bhajan, Kirtan und im Nepal Dapha gesungen werden.
Andere vishnuitische Bhakti-Schulen gehen auf den blinden Surdas (16. Jahrhundert) und auf die Dichter-Heilige Mirabai (um 1498–1546) zurück.

## Shivaismus
Im Shivaismus entstanden Formen der Bhakti-Religiosität, die besonders die Vorherrschaft der Brahmanen und das Anhängen an das Wissen um die religiösen Texte und Ausführung der Rituale veränderten. Stattdessen entstand hier eine sozialkritische Theologie.
Sowohl in der shivaitischen als auch shaktistischen Bhakti entstanden komplexe Theologien, besonders im Tantra und Shaiva-Siddhanta. Einige Elemente dieser Bhakti-Bewegungen unterscheiden sich stark von Bhakti, die sich auf Dichtung und auf Verehrung des Formlosen beziehen, da es hier z. B. zu Tieropfern, Einnahme von Drogen, sexuellen Praktiken und ekstatischem Singen und Tanzen kommt. Trotzdem sind Shiva-Bhakti und Shakti-Bhakti auch in die vedische Orthodoxie eingeflossen und werden von dieser akzeptiert.
In der shivaitischen Bhakti gibt es einige Gemeinsamkeiten mit dem Vishnuismus. Beispielsweise beziehen sich Shivaiten und Vishnuiten gleichermaßen auf die Puranas, in denen Shiva (resp. Vishnu) als höchster und einziger Gott verehrt wird und diese Verehrung allein die Befreiung bringt.
Die Verehrung Shivas findet auch in Tempeln statt, in denen der Gott in anthropomorpher Ikonographie und als Lingam verehrt wird. Da Shiva auch als Mahayogin (höchster Yogi) erscheint, ist Shiva-Bhakti besonders unter Yogis verbreitet. Shiva erscheint in der Mythologie teilweise auch als wild und unzivilisiert und als Ausgestoßener, so dass er auch die Gottheit niedriger Kasten, Dalits und einiger hinduisierter Stämme darstellt.

## Shaktismus
Die Bhakti-Tradition, die Devi gilt, ist eng verbunden mit dem Shivaismus und dem Vishnuismus, da sowohl Vishnu als auch Shiva Gattinnen oder weibliche Formen besitzen. So wird im Vishnuismus beispielsweise auch Shri oder Lakshmi verehrt und im Shivaismus Shakti, Parvati, Kali oder Uma. Shri gilt hier beispielsweise als Erzeuger der Linie der vishnuitischen Gurus, und wird als erster Guru verehrt. Auch die Gattinnen der Avatare Vishnus werden verehrt, Krishnas Gattin ist Radha und Ramas Gattin ist Sita. Ebenso drückt sich die Verehrung von Shiva und Shakti als Aktivität des Brahman, im Tantrismus oder im Yoga als Kundalini (Durga) und ursprüngliches Bewusstsein (Shiva) in Formen der Bhakti aus.
Es wird angenommen, dass die Verehrung von Göttinnen in Indien älter ist als die Verehrung der männlichen Götter, so dass es immer eine Form von Bhakti gab, die nur Devi und ihren Formen als die indischen Göttinnen gelten. Diese alleinige Verehrung von Devi als Ishvara und einziger Gottheit ist besonders in Bengalen verbreitet. Deshalb gibt es auch viele in Bengalisch verfasste Schriften zur Verehrung Devis. Ein berühmter bengalischer Shakta-Dichter ist Ramprasad, der einen großen Einfluss auf Ramakrishna ausübte. Auch Sri Aurobindo stammte aus Bengalen und ist eng mit der Devi-Bhakti verbunden. Im Integralen Yoga von Sri Aurobindo kann die Liebe zu einem persönlichen Gott von großer Bedeutung sein. Um jedoch die Zielsetzung einer transzendenten Weltflucht zu vermeiden, wird in dieser Lehre empfohlen, diese Empfindungen und Gefühle auch auf die Gemeinschaft Gleichgesinnter und weiterhin auf alle Menschen, alle Geschöpfe und alle Erscheinungen des diesseitigen Kosmos auszuweiten.

## Nirguna-Bhakta
Nirguna-Bhakta, resp. die Bewegung der Sants in Nordindien, ist die zuletzt entstandene Bhakti-Bewegung. Nirguna-Bhaktas lehnen alle hinduistischen Götter ab und beziehen sich auf Nirguna, das formlose Göttliche, sie sind deshalb als ikonoklastisch anzusehen. Die Bewegung der Sants besteht sowohl aus Hindus als auch aus Muslimen, und es werden alle äußeren Formen der Religion abgelehnt, sowohl hinduistische als auch muslimische. Der Dichter Kabir hat in dieser Bewegung eine besondere Bedeutung, gleichermaßen für Hindus als auch für Moslems, da er jede Form von äußerer Religiosität, egal ob es sich um Moslems oder Hindus handelte, als irreführende Verblendung ansah. Seit dem 19./20. Jahrhundert wird diese Spielform der Sant-Tradition als Vorläufer des modernen Hinduismus gesehen. Da die Bewegung die brahmanischen Traditionen und Rituale massiv kritisiert und ablehnt ist diese These einer Kohärenz von Sant-Tradition und dem modernen Hinduismus allerdings umstritten. Die religionswissenschaftliche Normalhypothese legt nahe, dass die Sant-Tradition erst im 19./20. Jahrhundert zunehmend für die Konzeption des Hinduismus instrumentalisiert wurde. Dies geschah im Zuge der Konfrontation mit dem westlichen Religionsverständnis, zu welchem sich die ‚Hindus‘ des 19. Jahrhunderts positionierten.
Die Gottheit der Nirguna-Bhaktas, der die Bhakti gilt, ist eine formlose aber personale Gottheit, transzendent und trotzdem der Schöpfung immanent, die letztlich aber im menschlichen Herzen erkannt wird. Die Immanenz des Göttlichen wird als Präsenz Gottes in allen Wesen verstanden.
Von großer Bedeutung für die Nirguna-Bhakti ist der Name Gottes oder das göttliche Wort, das in allen Wesen manifestiert ist. Der jeweilige Gottesname der Nirguna-Bhaktas wird je nach Ausrichtung gewählt. Der Befreiungsbegriff der Nirguna-Bhakti basiert nicht auf der nachtodlichen Befreiung, sondern es wird eine Befreiung im diesseitigen Leben angestrebt.
Da jeder als Teil des Göttlichen angesehen wird, hat auch jeder, egal welcher Kaste, welchen Geschlechts oder welcher Religion, Zugang zur Nirguna-Bhakti.
Da die Sant-Tradition vor allem in Nordindien beheimatet ist, besteht auch eine Verwandtschaft zum Sikhismus. Guru Nanak ist ein Teil der Sant-Bewegung, und da zu dieser Zeit weder das Religionsverständnis eines Sikhismus oder Hinduismus existierte, ist Nanak nur aus der Retrospektive von der Sant-Tradition abzugrenzen, aber in damaligem Verständnis ein Guru der Sant-Bewegung.

## Sufis
Besonders ausgeprägt in Nordindien gibt es eine enge Verbindung zwischen dem Sufismus und der Nirguna-Bhakti. Es wird in beiden Religionsformen angenommen, dass es eine Vereinigung mit der Gottheit geben kann und die Trennung von Gott als Schmerz erfahren wird. Ebenso wird auf die Gnade Gottes gehofft, die dadurch erreicht werden kann, dass eine fortdauernde Konzentration auf den Gottesnamen diese Gnade als Geschenk der Liebe Gottes erzeugen kann. Im Hinduismus wird Samadhi als Zustand angesehen, in dem man im Göttlichen aufgeht, während im Sufismus dieser Zustand Fana genannt wird. Das Aufgehen in Gott führt im Samadhi und in Fana zur Auflösung des individuellen Selbst.
Nicht alle Sufis jedoch erkennen die Gemeinsamkeiten mit dem Hinduismus an. Die indischen Sufis sind geteilt in solche, die eher orthodoxe Moslems sind, und in solche, die hinduistische Schriften anerkennen und Bhaktimarga mit Tasawwuf vergleichen.

## Moksha
In der Bhakti-Bewegung entstand ein Begriff von Befreiung (Moksha), der postulierte, dass ein enger Kontakt zur Gottheit wichtiger sei, als die Auflösung im unpersönlichen Brahman. Das Ziel wird hier nicht mehr verstanden als Erlösung aus dem Samsara, sondern es entstanden Vorstellungen von einem ewigen Himmelsreich oder Aufenthaltsort der Gottheit, in das der Bhakta eingeht, und es entstanden sogar Vorstellungen, dass Bhakta ewig wiedergeboren werden, um immerwährend der Gottheit zu dienen.

## Bedeutung
Von großer Bedeutung an der Bhakti-Bewegung ist zunächst, dass hier ein personaler Bezug zu den Gottheiten hergestellt wurde, und Anhänger der Bhakti sich von institutionalisierten Formen der Religion abwandten, so dass auch Kaste und Geschlecht überwunden wurden. Zudem entstand eine Fülle von umgangssprachlichen heiligen Schriften, das alltägliche Leben wurde von der Bhakti stark beeinflusst und die Gesänge der Dichter-Heiligen wurden überall rezitiert.
Die Wirkung der Bhakti liegt zunächst darin, dass in dieser Bewegung die Bedeutung der Brahmanen und ihr exklusiver Anspruch stark abnahmen, die traditionelle Eschatologie umgewandelt wurde und Bhakti einen Pfad für Millionen Anhänger darstellt.
Gleichfalls von großer Bedeutung ist der Gegensatz zum traditionellen hinduistischen Ideal der Askese, da Bhakti gerade auch einen Weg für den alltäglichen Menschen bietet, der körperliche und emotionale Bedürfnisse anerkennt.
In der Bhakti-Bewegung entstanden Tausende von Sampradayas, die bis heute immer neue Traditionen bilden und sich in regionalen Kulturen entwickeln.

## Bhakti im Buddhismus
Auch in Traditionen, die nicht auf die Verehrung eines personalisierten Gottes ausgerichtet sind (Buddhismus), ist die Bhakti wichtiger Bestandteil der religiösen Praxis. Hier sollte sich der Gläubige aber bewusst sein, dass die personalisierten Götter (resp. Buddha-Formen, siehe Tara, Avalokiteshvara) etc. aus der „Leere“ resp. aus dem eigenen Geist hervorgehen und bei fortschreitender spiritueller Entwicklung wieder in diesen zurückkehren werden.

## Belege
1. ↑  Sushil Gupta im Vorwort des Verlegers für eine Reprint von George Herbert Westcott: Kabir and the Kabir Panth. Cawnpore 1907.
2. ↑  David N. Lorenzen: Who Invented Hinduism?. Comparative Studies in Society and History 41. 1999. S. 630–659
3. ↑  Karine Schomer: Introduction: The Sant Tradition in Perspective. In: Karine Schomer, W. H. McLeod (Hrsg.): The Sants. Studies in a Devotional Tradition of India. Motilal Banarsidass, Delhi 1987, S. 1–17, hier S. 5
4. ↑  Michael Bergunder: Religionsvergleich in der nordindischen Nirguna-Bhakti des 15.-17. Jahrhunderts? Die Sant-Tradition und ihre Vorstellung von „Hindus“ und „Muslimen“. In: Schalk, Peter (Hrsg.): Religion in Asien? Studien zur Anwendbarkeit des Religionsbegriffs. Uppsala Universitet, Uppsala 2013, S. 43–80, hier S. 44.
5. ↑  Z. B. beim Dichter Kabir. Siehe: David N. Lorenzen: The Kabir Panth: Heretics to Hindus. In Religious Change and Cultural Domination. Hrsg. von David N. Lorenzen. Mexico 1981. Und: David N. Lorenzen: The Kabir Panth. In The Sants: Studies in a Devotional Tradition of India. Hrsg. von Karine Schomer und W. H. McLeod. Delhi 1987. S. 285–286.
6. ↑  George Weston Briggs: The Gorakhnth and the Knphata Yogs. Calcutta 1938. S. 238–239.
7. ↑  Michael Bergunder: Religionsvergleich in der nordindischen Nirguna-Bhakti des 15.-17. Jahrhunderts? Die Sant-Tradition und ihre Vorstellung von „Hindus“ und „Muslimen“. In: Peter Schalk (Hrsg.): Religion in Asien? Studien zur Anwendbarkeit des Religionsbegriffs. Uppsala: Uppsala Universitet, 2013. S. 43–80, hier S. 58.
8. ↑  Schomer, Karine. Introduction: The Sant Tradition in Perspective. In The Sants. Studies in a Devotional Tradition of India. Hrsg. von Karine Schomer und W. H. McLeod, 1–17. Delhi: Motilal Banarsidass, 1987. S. 1.
9. ↑  David N. Lorenzen: Who Invented Hinduism?. Comparative Studies in Society and History 41. 1999, S. 630–659. Wiederabgedruckt in John E. Llewellyn (Hrsg.): Defining Hinduism: A Reader. London 2005, S. 52–80.
10. ↑  Bergunder, Michael: Religionsvergleich in der nordindischen Nirguna-Bhakti des 15.-17. Jahrhunderts? Die Sant-Tradition und ihre Vorstellung von „Hindus“ und „Muslimen“. In: Peter Schalk (Hrsg.): Religion in Asien? Studien zur Anwendbarkeit des Religionsbegriffs. Uppsala: Uppsala Universitet, 2013. S. 43–80, hier S. 46f.
11. ↑  Bergunder, Michael: Religionsvergleich in der nordindischen Nirguna-Bhakti des 15.-17. Jahrhunderts? Die Sant-Tradition und ihre Vorstellung von „Hindus“ und „Muslimen“. In: Peter Schalk (Hrsg.): Religion in Asien? Studien zur Anwendbarkeit des Religionsbegriffs. Uppsala: Uppsala Universitet, 2013. S. 43–80, hier S. 76f.
12. ↑  Schomer, Karine: Introduction: The Sant Tradition in Perspective. In The Sants. Studies in a Devotional Tradition of India. Hrsg. von Karine Schomer und W. H. McLeod. Delhi: Motilal Banarsidass, 1987. S. 230.